# Bagge af Boo
Bagge af Boo var en svensk och baltisk adelsätt. Utslocknad i Sverige.

## Historia
Den förste medlemmen av denna svenska adelsätt, amiralen och ståthållaren Jakob Bagge (den äldre, 1502–1577), tillhörde en norsk frälsesläkt. Han kom 1522 tillsammans med sin fader Tord Olofson Bagge i tjänst hos Gustav Vasa och fick 1556 svenskt adelskap av denne. Namntilläget "af Boo" syftar på Boo sätesgård, på Värmdön, nuvarande Nacka kommun, som Jakob Bagge erhöll i förläning av Gustav Vasa. Namntillägget är sannolikt av senare datum, liksom Riddarhusets nummer 122. 
Släkten levde vidare med sönerna Jakob (den yngre, död 1611)  och Johan (1558–1636), där den förre inte hade några söner, och där ende sonen till den senare flyttade utomlands. 
En gren erhöll kurländskt adelskap vid riddarhuset i Mitau under nr 202, en annan fortlevde i Sachsen med namnet von Bagge. 